# Орловское (озеро, Кировская область)
Орловское — озеро в Кирово-Чепецком районе Кировской области. Гидрологический памятник природы областного значения. Площадь поверхности озера — 0,63 км² (по другим данным — 0,12 км²).
Озеро имеет овальную форму, длина 550 м, ширина 360 м. Расположено на высоте 140,2 м над уровнем моря.
Расположено в сосновом лесу в болотистой местности между реками Ивкина (1,5 км на запад) и Шиповка (0,9 км на северо-восток). На озере находится несколько мелких островков. Юго-восточный берег вплотную порос лесом, северо-западный имеет небольшой пляж (шириной около 50 м). В летнее время зарастает.
Сообщение с озером только лесными тропами. В 1,5 км от озера находится село Холуй, в 6,5 км санаторий и посёлок Нижнеивкино.
Слой чистой воды в озере не превышает одного метра при глубине озера более пяти метров. Почти всё ложе озера заполнено органическим илом — сапропелем, образующим несколько слоёв (по мере увеличения глубины): красно-оливкового, коричневато-вишневого, светло-розового и светло-оливкового цвета. Это желеобразная масса, содержащая до 15 % органического вещества и большое количество углекислого кальция. Образование сапропеля обусловлено притоком в озеро минерализованных подземных вод.